# Sirena (canción de Sin Bandera)
«Sirena» es una canción y el tercer sencillo de la agrupación mexicana-argentina Sin Bandera de su álbum debut de estudio del mismo nombre (2002). Esta canción es otra de las más exitosas del álbum.
También ha estado dentro de los discos de grandes éxitos de ellos y en vivo de todas sus presentaciones.

## Lista de canciones

### CD - Promo[7]
| Sirena/Para Alcanzarte — Single |                   |          |  |
| N.º                             | Título            | Duración |  |
| 1.                              | «Sirena»          | 3:00     |  |
| 2.                              | «Para Alcanzarte» | 3:00     |  |

## Posiciones en las listas (2002)
| Listas (2003)                              | Posición |
| ------------------------------------------ | -------- |
| Estados Unidos Billboard Hot Latin Tracks  | 3        |
| Estados Unidos Billboard Latin Pop Airplay | 8        |